# Goloboffia vellardi
Espèce
Synonymes
- Migas vellardi Zapfe, 1961

Goloboffia vellardi est une espèce d'araignées mygalomorphes de la famille des Migidae.

## Distribution
Cette espèce est endémique de la région de Coquimbo au Chili,.

## Description
Le mâle holotype mesure 6,5 mm.

## Étymologie
Cette espèce est nommée en l'honneur de Jehan Albert Vellard.

## Publication originale
- Zapfe, 1961 : La Familia Migidae en Chile. lnvestigaciones Zoologicas Chilenas, vol. 7, p. 151-157.